# أولاد اعكيل التانية (بوروس)
أولاد اعكيل التانية هي إحدى مشيخات المملكة المغربية، تتبع جغرافيا لإقليم الرحامنة وإداريًا لبوروس. يقدر عدد سكانها بـ 5748 نسمة حسب الإحصاء الرسمي للسكان والسكنى لسنة 2004.